# Вотерфорд (Мен)
Вотерфорд (англ. Waterford) — місто (англ. town) в США, в окрузі Оксфорд штату Мен. Населення — 1570 осіб (2020).

## Демографія
Згідно з переписом 2010 року, у місті мешкали 1553 особи в 667 домогосподарствах у складі 471 родини. Було 1084 помешкання
Расовий склад населення:
| - 97,9 % — білих - 0,2 % — корінних американців - 0,1 % — чорних або афроамериканців |

До двох чи більше рас належало 1,7 %. Частка іспаномовних становила 0,7 % від усіх жителів.
За віковим діапазоном населення розподілялося таким чином: 20,8 % — особи молодші 18 років, 61,4 % — особи у віці 18—64 років, 17,8 % — особи у віці 65 років та старші. Медіана віку мешканця становила 45,9 року. На 100 осіб жіночої статі у місті припадало 98,1 чоловіків;  на 100 жінок у віці від 18 років та старших — 95,5 чоловіків також старших 18 років.
Середній дохід на одне домашнє господарство  становив 64 173 долари США (медіана — 49 777), а середній дохід на одну сім'ю — 78 584 долари (медіана — 66 528). Медіана доходів становила 50 000 доларів для чоловіків та 34 643 долари для жінок. За межею бідності перебувало 7,8 % осіб, у тому числі 0,0 % дітей у віці до 18 років та 5,6 % осіб у віці 65 років та старших.
Цивільне працевлаштоване населення становило 654 особи. Основні галузі зайнятості: освіта, охорона здоров'я та соціальна допомога — 29,1 %, роздрібна торгівля — 14,4 %, виробництво — 13,0 %.